# Адорно, Теодор
Теодо́р Лю́двиг Ви́зенгрунд Адо́рно (нем. Theodor Ludwig Wiesengrund Adorno; 11 сентября 1903, Франкфурт-на-Майне, Германская империя, — 6 августа 1969, Фисп, Швейцария) — немецкий философ, социолог, композитор, музыковед. Представитель Франкфуртской критической школы.

## Биография
Теодор Адорно родился в обеспеченной буржуазной семье еврейского (отец) и итальянского (мать) происхождения. Семья его отца, Оскара Александра Визенгрунда (1870—1946), переселилась во Франкфурт из городка Деттельбах во Франконии в конце XIX века и занималась виноторговлей. Торговую фирму Визенгрунд в Деттельбахе основал его отец Бериц Давид (впоследствии Визенгрунд) в 1822 году. Оскар Александр Визенгрунд значительно расширил фирму, экспортировал вино в Великобританию и Соединённые Штаты, и открыл филиал компании в Лейпциге. Семья матери Адорно — оперной певицы Марии Кальвелли-Адорно делла Пиана (1865—1952) — была итальянского происхождения и придерживалась католицизма. Её отец, уроженец южной корсиканской коммуны Афа Жан Франсуа Кальвелли (впоследствии Кальвелли делла Пиана), поселившись после женитьбы во Франкфурте, работал учителем фехтования. Родители поженились в 1898 году.
С 1913 по 1921 год Теодор Адорно, слывший в детстве вундеркиндом, учился в гимназии имени кайзера Вильгельма, которую окончил экстерном. Гимназистом он также поступил в местную консерваторию. В 15 лет сдружился с журналистом Зигфридом Кракауэром, ставшим его интеллектуальным наставником (несколько лет подряд они вместе по субботам читали «Критику чистого разума» Канта). Хотя Адорно никогда прямо не участвовал в политической жизни — в отличие, например, от своего коллеги по Франкфуртской школе Герберта Маркузе, бывшего депутатом Совета в дни Ноябрьской революции, — революционный настрой времени не обошёл его стороной. В последнем классе Адорно познакомился с книгами Дьёрдя Лукача и Эрнста Блоха, которые произвели на него большое впечатление.
В 1921 году Адорно поступил во Франкфуртский университет имени Иоганна Вольфганга Гёте, где изучал философию, музыковедение, психологию и социологию. Его научным руководителем стал неокантианец Ганс Корнелиус, один из основоположников гештальтпсихологии; на его семинаре он и познакомился со своим ближайшим товарищем Максом Хоркхаймером. В конце 1924 года он защитил диссертацию, посвящённую феноменологии Эдмунда Гуссерля.
В 1925 году он поселился в Вене, где изучал композицию у Альбана Берга, с которым познакомился годом раньше во Франкфурте, и брал уроки игры на фортепиано у Эдуарда Штойермана. Однако уже в 1926 году, разочаровавшись в иррационализме Венского музыкального кружка, вернулся во Франкфурт, где работал над диссертацией о мысли Иммануила Канта и Зигмунда Фрейда («Концепция бессознательного в трансцендентной теории разума»), которая так и не была принята. С 1928 года примкнул к возглавляемому Максом Хоркхаймером Институту социальных исследований, на базе которого сформировалась «Франкфуртская школа» неомарксизма (формальным сотрудником стал числиться с 1938 года), а также публиковал статьи в издаваемом там «Журнале социальных исследований».
С начала 1920-х годов Адорно выступал в печати как музыкальный критик (свою первую критическую статью «Экспрессионизм и художественная правдивость» опубликовал уже в 17-летнем возрасте). С 1921 по 1932 год всего вышло порядка сотни музыковедческих статей Адорно (в 1928—1931 годах выступал также как редактор венского авангардистского музыкального журнала «Der Anbruch»). Первой философской публикацией стала габилитационная диссертация 1930 года «Конструкция эстетического у Кьеркегора», написанная под руководством теолога-экзистенциалиста и христианского социалиста Пауля Тиллиха.
По возвращении во Франкфурт Адорно преподавал в университете. Свою вступительную лекцию в качестве приват-доцента, тема которой была обозначена как «Актуальность философии», прочёл в мае 1931 года.
Приход нацистов к власти застал его врасплох: в отличие от своих товарищей, тоже придерживавшихся левых взглядов евреев, он не выехал из страны сразу, а решил выжидать, но уже в сентябре 1933 года как «неариец» был лишён права на преподавание. Это заставило его в 1934 году эмигрировать в Великобританию, а затем, в 1938 году, в Соединённые Штаты, куда его пригласил Хоркхаймер, сделав штатным сотрудником своего института. В 1938—1941 годах Адорно работал в Нью-Йорке директором научно-исследовательского проекта радиовещательной компании, а в 1941—1948 годах — содиректором исследовательского проекта Калифорнийского университета в Беркли. Со своим коллективом (Эльза Френкель-Брюнсвик, Дэниел Левинсон, Невит Сэнфорд) итоги этого исследования изложил в книге «Авторитарная личность» (1950).
Адорно считал, что «после Освенцима [ Холокоста] нельзя писать стихов».
В 1949 году вернулся во Франкфурт-на-Майне, став в 1953 году руководителем Института социальных исследований, а в 1963 году — председателем Немецкого социологического общества.
Книги Адорно, как и других членов Франкфуртской школы, оказали существенное влияние на становление «новых левых», его семинары посещала Анжела Дэвис, а сам он резко критиковал капитализм и войну во Вьетнаме. Однако на волне подъёма студенческого движения в 1968—1969 годах на практике он вошёл в резкое противостояние с леворадикальными студентами. Поначалу он встречался с представителями Социалистического союза немецких студентов, а выходки его слушателей были скорее ироничными (на его лекцию об «Ифигении в Тавриде» Гёте, прочитанную по приглашению Петера Сонди в Свободном университете Берлина, принесли растяжку «Левые фашисты Берлина приветствуют Классициста Тедди»).
Однако в письмах Герберту Маркузе Адорно писал о непродуктивности молодёжного протеста, «законных требованиях и сомнительных средствах студенчества». В свою очередь, листовка протестующих провозглашала: «Профессор Адорно всегда готов засвидетельствовать склонность западногерманского общества к бесчеловечности. Однако он отказывается высказать своё мнение, столкнувшись с конкретным проявлением бесчеловечности. Он предпочитает молча страдать от противоречий, которые он перед этим констатировал». Когда группа студентов собиралась устроить политическую дискуссию в опечатанной аудитории, Адорно вызвал полицию. Когда студенты в отместку сорвали его курс «Введение в диалектическое мышление» (трое студенток обнажили перед ним грудь и осыпали его лепестками), профессор отменил последующие лекции и уехал в Швейцарию для работы над «Эстетической теорией». Там он и скончался от инфаркта.

## Основания философской позиции

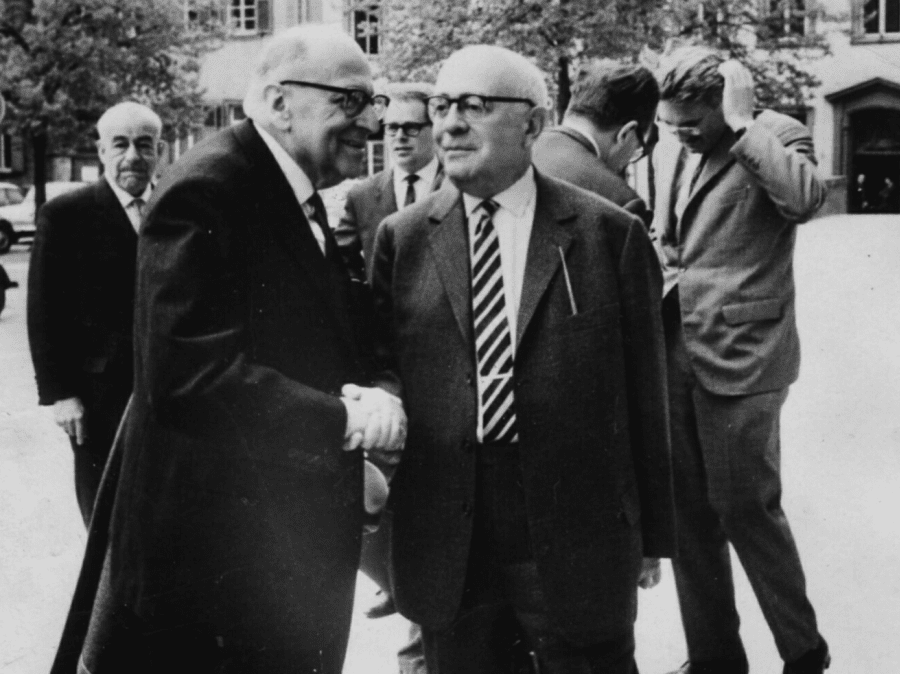
Макс Хоркхаймер (слева), Теодор Адорно (справа) и Юрген Хабермас на заднем плане справа. 1965 год, Гейдельберг

Критика культуры и общества, развитая Адорно совместно с Хоркхаймером («Диалектика просвещения», 1947), сложилась в русле гегелевской диалектики, отчасти — психоанализа Фрейда, марксистской социологической критики товарного фетишизма и овеществления. В центре внимания Адорно — рецессивные социально-антропологические изменения (отмирание рефлексии, замена её стереотипными реакциями и мысленными клише и т. п.), связанные с развитием массовой «индустрии культуры», со стандартизацией отношений в монополистическом «управляемом обществе». В период пребывания в США Адорно и его сотрудниками было проведено социологическое и психоаналитическое исследование разных типов личности с точки зрения предрасположенности к принятию «демократического» или «авторитарного» руководства («Авторитарная личность», 1950).
В ряде работ выступил с критикой феноменологии, экзистенциализма и неопозитивизма. Развил идеи антисистематической «негативной диалектики», в которой сливаются теоретико-познавательные и социально-критические мотивы: отрицание (которое, в отличие от гегелевского, перестаёт быть моментом перехода к какому-либо новому синтезу) выступает и как релятивирование всякой замкнутой системы понятий, и как отрицание наличной действительности во имя конкретной возможности «утопии», не формулируемой в виде какой-либо позитивной модели.
Огромное значение Теодор Адорно придавал критике идентифицирующего мышления или мышления тождества. В «Негативной диалектике» философ писал: «в сознание человека ввинчивается истинностный момент идеологии, там, где есть инструкция и указание, не должно существовать никакого противоречия, никакого антагонизма». Утверждать о ком-то, что он свободен, значит приписывать ему то, что превосходит любого человека, но тем не менее это говорит о том, что в нём проявляется это невозможное. Это «потайное одухотворяет любое идентифицирующее суждение, которое как-то оправдывает себя» («Негативная диалектика»). Критика «идентифицирующего мышления» приводит автора к необходимости найти в человеке способность к самотрансцендированию, которая открывает для субъективности опыт невозможного и неведомого. Негативная диалектика тот метод, что развенчивает «аффирмативную культуру» и делает доступным этот опыт.
Искусство — это сфера, в которой воплощается «неидентичность» человека самому себе, она дает возможность выйти за пределы позитивности и стать доступным опыту иного.

## Эстетика
Теория эстетики у Теодора Адорно представлена, прежде всего, тремя работами: «Философия новой музыки», «Введение в социологию музыки», «Эстетическая теория». Эстетическое учение не является самодовлеющим в философии Теодора Адорно, огромное содержательное значение играют понятия, развиваемые философом в других трудах, прежде всего в «Негативной диалектике». В частности, такие понятия как идентичность и неидентичность.
При написании своих работ по эстетике, Адорно вдохновлялся трудами Вальтера Беньямина, с которым он имел возможность общаться лично. Особенно повлияли на Адорно сочинения периода от «Происхождение немецкой барочной драмы» (1928) и до «Пассажей», работу над которыми Беньямин не успел завершить до конца своей жизни. Однако, реакция Адорно на работу Беньямина «Произведение искусства в эпоху его технической воспроизводимости» была достаточно негативной. В то время как Беньямин называл кино авангардным медиа и желал ему дальнейшего развития, Адорно видел в нём лишь избыток индустрии культуры.
Отправной точкой философских размышлений Адорно является предположение о фундаментальном различии между искусством и социальной реальностью. Он реконструирует историю и искусство методом «негативной диалектики», чтобы продемонстрировать общую тенденцию искусства к саморазрушению, доказать, что это является его внутренним законом. Для Адорно не может существовать чрезмерно исторического определения искусства, все идеи и теоремы философии искусства коренным образом истолковываются. Кроме того, Адорно трактует эмпирическое в искусстве как внеисторическое: его концепция применима как к классическому искусству, так и к искусству модернизма.

### «Эстетическая теория»
Философ Гюнтер Фигаль считает главной работой Адорно его посмертно опубликованную «Эстетическую теорию», которую автор так и не успел завершить. Данная работа является попыткой обратить внимание на недоступный опыт индивидуального и неидентичного в искусстве. Здесь более последовательно, чем в других своих работах, Адорно использует свои основные понятия, вокруг которых он формирует свои размышления, передавая нам всю целостность его позиции. Германист Герхард Кайзер писал об «Эстетической теории» Адорно как о работе, в которой показаны все мотивы его мышления.
Для Гюнтера Фигаля центральным тезисом работы является понимание искусства как результата рационального построения, который гармонично объединяет различные виды материала (звуки, слова, цвета, дерево, металл и т. д.) в единое целое. В произведении искусства материал преобразуется в нечто индивидуальное и, таким образом, его неидентичность сохраняется. Несмотря на то, что произведение искусства продумано до мелочей, оно появляется таким же, как если бы его создавала природа, потому что богатая форма сама по себе относится к природе субъекта, будь то предчувственность или рефлекс. Адорно понимает искусство не как подражание природе, а как красоту природы, которая имеет влияние на людей, но из-за её «несовершенности» она ускользает от человеческого понимания.
Уже в вводном разделе «Эстетической теории» Адорно говорит о двойственном характере искусства как автономного и социального факта. Термин «социальный факт», введённый Эмилем Дюркгеймом, обозначает общественно значимое событие. Произведения искусства интегрированы в условия производства и в качестве продуктов социума также являются продающимися товарами. Их автономия социально определена, и это с трудом вытесняется из общества. Автономия олицетворяет произведение, поскольку оно само по себе подчиняется своему собственному закону формы. Из этой автономии следует, что произведения искусства нефункциональны: социальная функция, которая может быть связана с произведениями искусства, отсутствует. В своей непримиримой оппозиции обществу искусство утверждает свою автономию, критикуя общество через само свое существование.
В утопическом смысле искусство представляет собой что-то ещё не существующее. Адорно пишет о том, что в каждом подлинном произведении искусства появляется нечто, чего не существует. Это относится к теории счастья Стендаля, где счастье существует как вид, который эсхатологически ожидает исполнения, а данная реальность полностью отрицается.

### Философия музыки
В публикациях, посвященных творчеству современных немецких композиторов, музыка предстает той сферой искусства, в которой наиболее полно реализуется «неидентичность» в человеческой деятельности.
Общим элементом философии Теодора Адорно является борьба с тоталитарными формами сознания. Предзаданные формы тональности музыкального языка есть выражение тоталитарного характера общества. Теодор Адорно считал, что экспрессионизм музыки Шенберга — пример выхода из этого замкнутого круга в искусстве. Поэтому критерием истинности искусства выступает актуализация конфликта между обществом и личностью. Его назначение философ видел в подлинном отображении проявлений антагонистических отношений между отдельным человеком и человеком как родом, его средство — бескомпромиссная форма. Адорно считал музыку Шенберга «ярчайшим свидетельством того, что в сфере искусства все ещё обретают пристанище душевные порывы, которым уже нет места в бездушно-реалистичном современном мире».
Таким образом, в области искусства и, в частности, музыки автор утверждает свободу индивидуального творчества без давления норм художественного выражения. Однако существует упрек, что философ, способный постигать логику и скрытый смысл музыки, отказывался от своего дара, чрезмерно увлекаясь мотивами развенчания «ложного сознания».

### Содержание и форма
Кроме прочего, мыслитель отмечает противоречие содержания и формы в произведениях искусства. Подчёркивается их взаимосвязь: форма — «выпавшее в осадок содержание», а духовное содержание производно от формы. Форма никогда не может быть чистой, тем, «чем она как форма хочет быть». Дух же произведения выходит за её пределы: «В диалектике формы и содержания весы, вопреки Гегелю, склоняются в сторону формы». Также в диалектике самой формы Адорно выделяет противоречие между выражением и конструкцией. Через выражение произведения форма связывается с содержанием, а посредством конструкции выделяется его целостность.
В результате Теодор Адорно говорит об отсутствии единства в искусстве. Одно творчество предстаёт нам в роли «идеологического сознания» с его навязчивыми тоталитарными формами, другое — подлинное искусство с его свободой высказывания художника. Вклад Адорно в эстетику состоит в разработке диалектико-материалистической концепции искусства.

## Адорно как музыкант
В 1925 году в Вене брал уроки теории музыки и музыкальной композиции у Альбана Берга. Автор нескольких произведений — песен, камерной инструментальной и хоровой музыки, написанной в близкой экспрессионизму манере. В 1930-х годах бросил сочинять (последнее законченное сочинение — 6 пьесок для оркестра op. 4 — датировано 1929 годом). Основной исполнитель и публикатор произведений Адорно для фортепиано — Мария Луиза Лопес Вито.

## Критика
За нападки на Г. Лукача его резко критиковал Иштван Месарош, отмечая, как излагает Джон Беллами Фостер, что Адорно «опубликовал свою полемику против Лукача в журнале Der Monat, основанном армией США и финансируемом ЦРУ (после чего она была быстро перепечатана в других изданиях, финансируемых ЦРУ в Соединенных Штатах и других странах), в то время как сам Лукач все еще находился под домашним арестом за свою роль в Венгерской революции».

## Памятник Адорно во Франкфурте-на-Майне
В 2003 году к юбилею Теодора Адорно недалеко от университета во Франкфурте-на-Майне, где многие годы проходила преподавательская и научная деятельность философа, на площади его имени был установлен памятник — авторская работа русского художника Вадима Захарова, выигравшего перед этим международный конкурс на сооружение мемориала Теодора Адорно.
Памятник представляет собой стеклянный куб правильной формы на паркетной основе, внутри которого находятся рабочий стол и кресло философа. На столе — безмолвно стучащий метроном, подпирающий первое издание «Негативной диалектики». А ещё три странички, две рукописные и одна официальная, напоминающая какой-то документ, возможно, связанный с вынужденным бегством Адорно из фашистской Германии. Две другие страницы — рукописи: фрагменты музыкального произведения Адорно-композитора и корректура философского текста. И ещё на столе стоит старого образца лампа светлого стекла, которая зажигается по вечерам.
На фундаменте вокруг памятника, на уровне земли — названия основных трактатов Адорно («Minima Moralia», «Философия новой музыки», «Негативная диалектика», «Эстетическая теория»), а дальше, по странной спирали, знаменитые афоризмы философа.
Одна из стеклянных поверхностей памятника, обращённая к Франкфуртскому университету, уже в дни сентябрьского юбилея 2003 года была разбита камнем, и по прозрачной плоскости прошла трещина.
В настоящее время памятник восстановлен в первоначальном виде.

## Сочинения
- Хоркхаймер Макс, Адорно Теодор В. Диалектика Просвещения : Философские фрагменты. — М.: Медиум, 1997. — 310 с. — ISBN 5-85691-051-6.
- Адорно Теодор В. Избранное: Социология музыки. — М.: Университетская книга, 1999. — 445 с. — (Культурология. XX век). — ISBN 5-7914-0041-1..
- Адорно Теодор В. Проблемы философии морали : Пер. с нем; [пер. с нем. М. Л. Хорькова]. — М. : Республика, 2000. — 238 с — (Библиотека этической мысли). — ISBN 5-250-02744-X.
- Беньямин В., Адорно Т. Из переписки с Теодором В. Адорно // Беньямин В. Франц Кафка = Franz Kafka / Пер. М. Рудницкого. — М.: Ad Marginem, 2000. — 320 с — (Философия по краям.) — ISBN 5-93321-015-3.
- Адорно Теодор В. Эстетическая теория : Пер. с нем = Ästhetische Theorie / Пер. с нем.. — М.: Республика, 2001. — 526 с. — (Философия искусства). — ISBN 5-250-01806-8..
- Адорно Теодор. Исследование авторитарной личности. — М.: Серебряные нити, 2001. — 416 с.
- Адорно Теодор В. Философия новой музыки: пер. с нем. — М. : Логос, 2001. — 343 с — (Сигма). — ISBN 5-8163-0013-X.
- Адорно Теодор. Негативная диалектика. — М.: Научный мир, 2003. Архивировано 8 ноября 2007 года.
  - Адорно Теодор В. Негативная диалектика : Пер. с нем. — М.: Академический проект, 2011. — 538 с. — (Философские технологии). — ISBN 978-5-8291-1250-9..
- Адорно Теодор В. Жаргон подлинности / пер. Е. В. Борисов. — М.: "Какон+" РООИ "Реабилитация", 2011. — 191 с. — ISBN 978-5-88373-263-1.
- Адорно Т. Minima moralia. Размышления из поврежденной жизни / пер. с нем. А. Белобратова, Т. Зборовской. — М.: Ad Marginem, 2023. — 392 с. — ISBN 978-5-91103-682-9.
- Adorno T. W.. Mahler: Eine musikalische Physiognomik

### Статьи
- Адорно Т. Место рассказчика в современном романе. / Пер. с нем. И. Болдырева. Историко-философский альманах. Вып. 3. М.: Современные тетради, 2010. С. 323—328
- Адорно Т. Оглядываясь на сюрреализм./ Перевод с нем. и прим. И. Болдырева // Синий диван. — 2006. — Выпуск VIII. — С. 120—126.
- Адорно Т. К логике социальных наук // Вопросы философии. — 1992.
- Адорно Т. Пораженчество. — 1968.
- Адорно Т. Маргиналии к теории и практике. — 1969.